# أرمنيك
أرمينك هي مدينة تابعة لمحافظة قرمان في منطقة البحر الأبيض المتوسط، تركيا. يبلغ عدد سكانها 29957 نسمة حسب تعداد عام 2014.

## معرض الصور

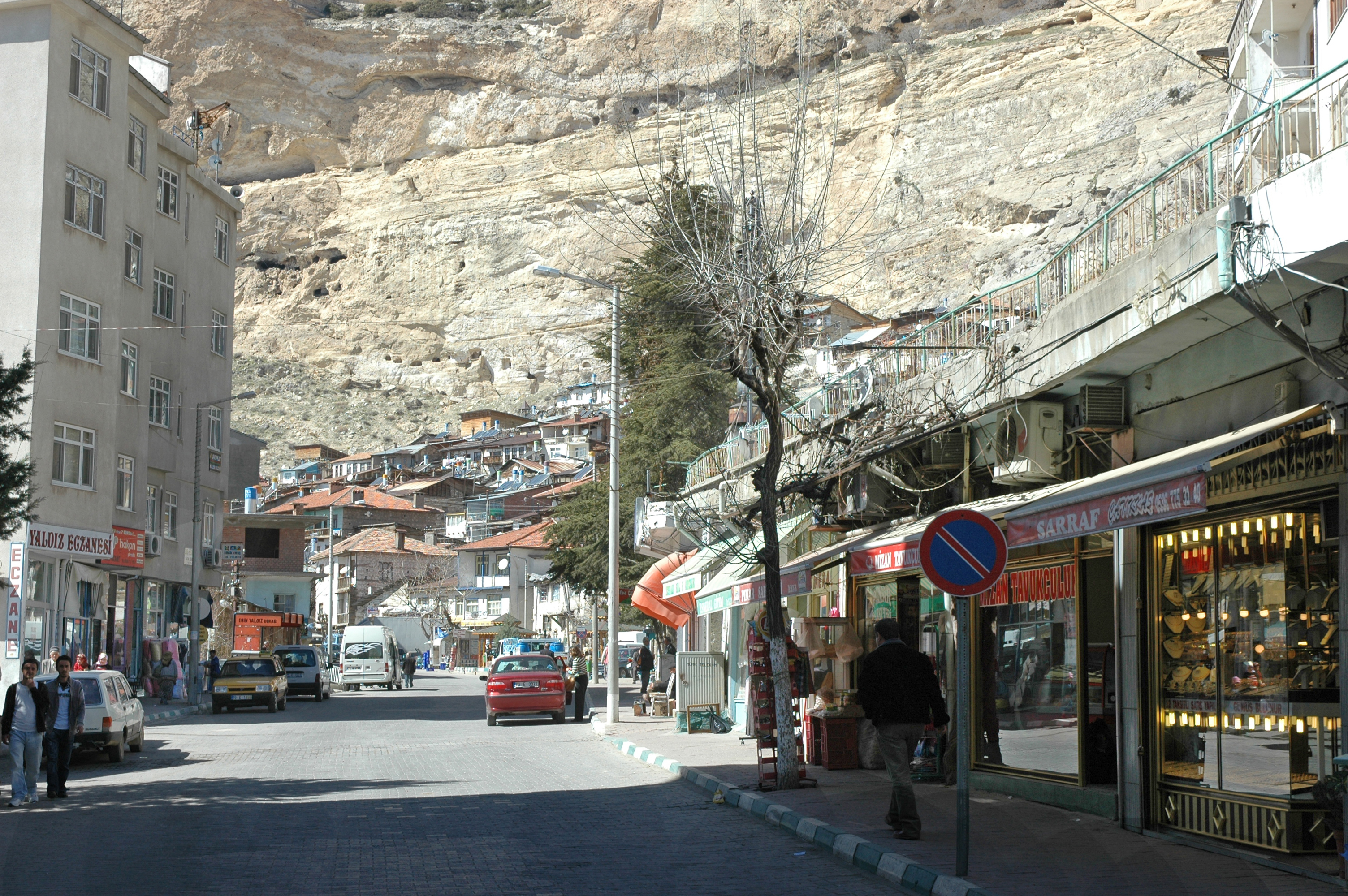
إطلالة على مدينة أرمنيك
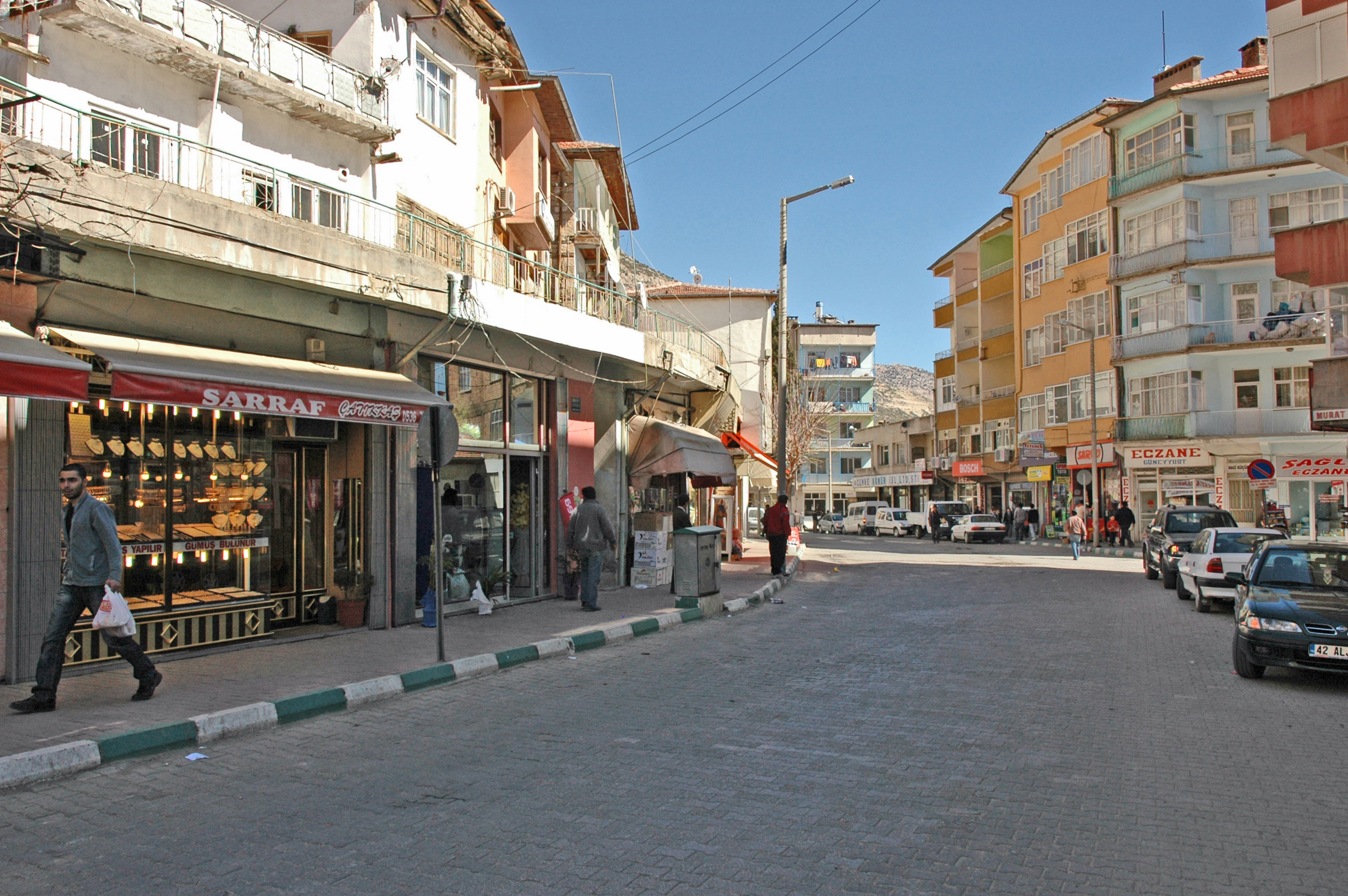
إطلالة على مدينة أرمنيك
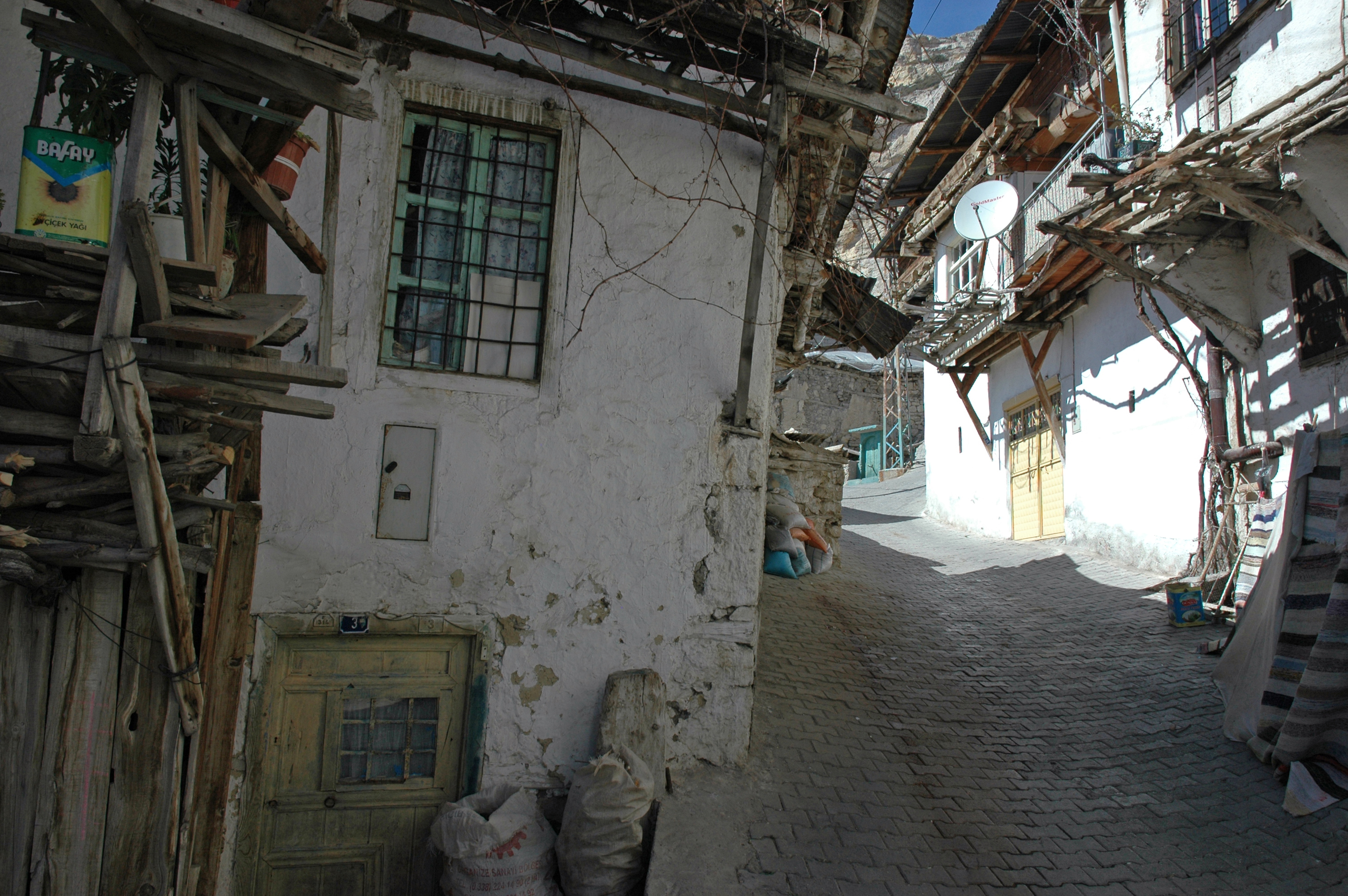
إطلالة على مدينة أرمنيك
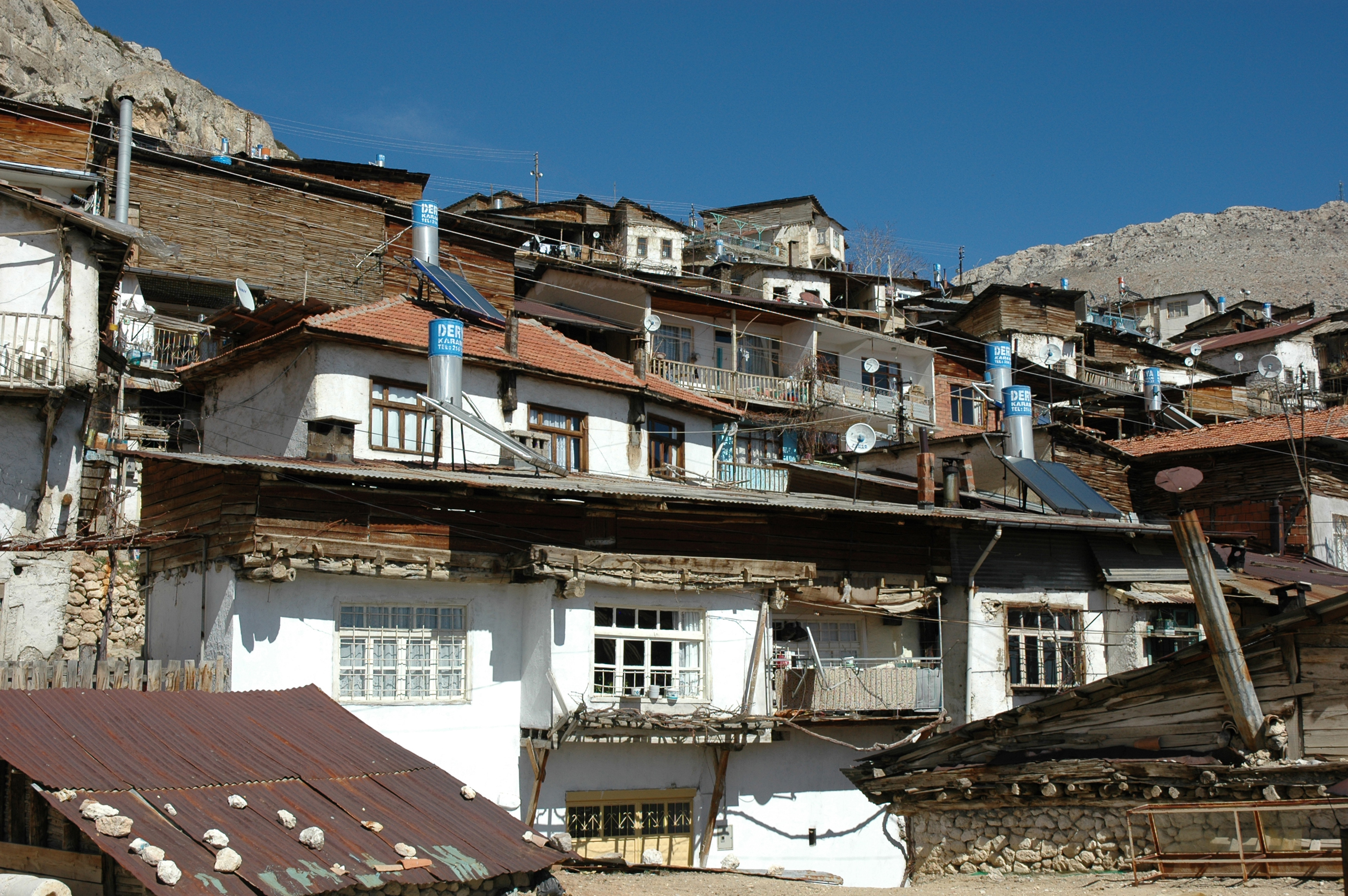
إطلالة على مدينة أرمنيك
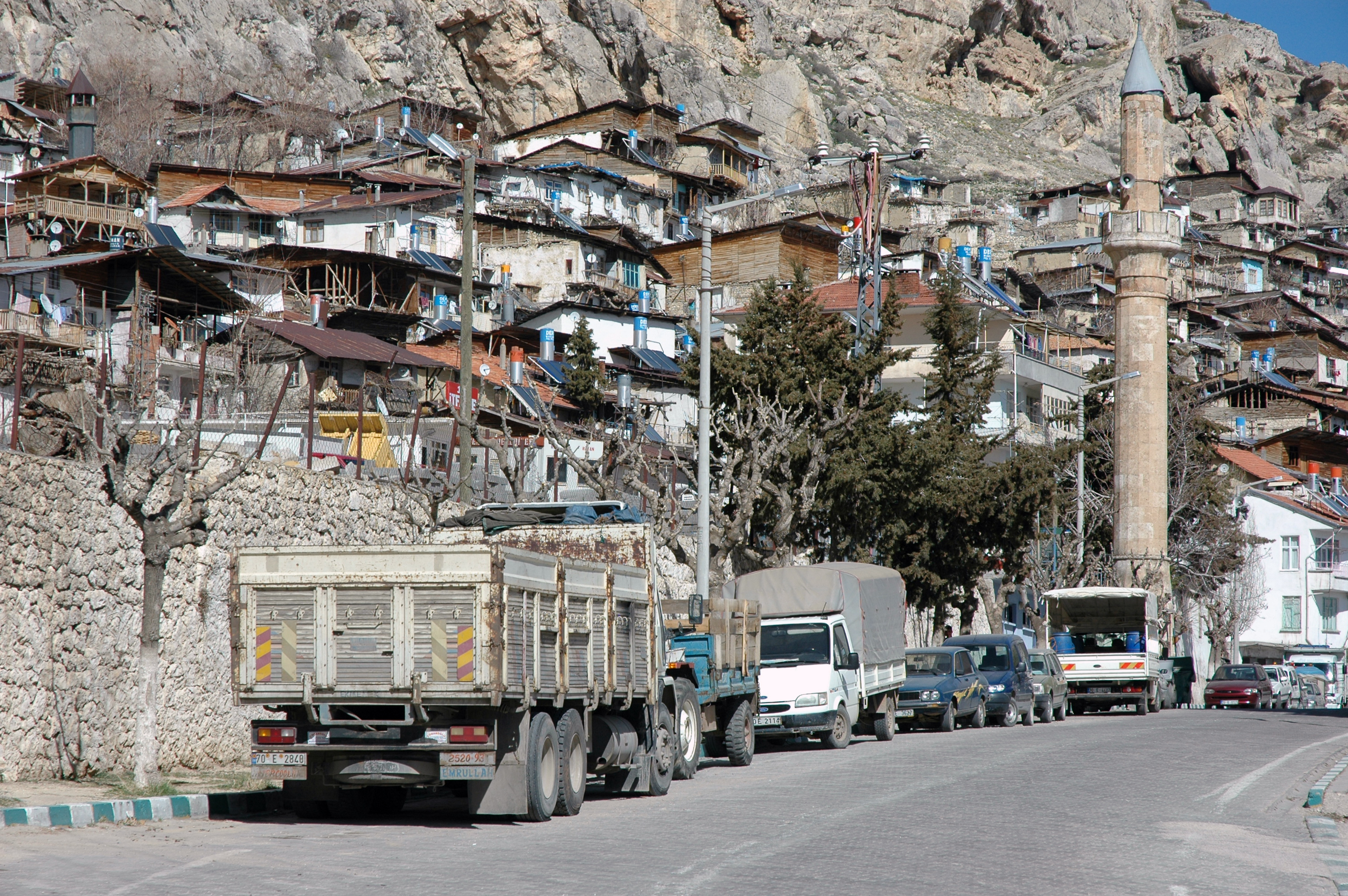
إطلالة على مدينة أرمنيك
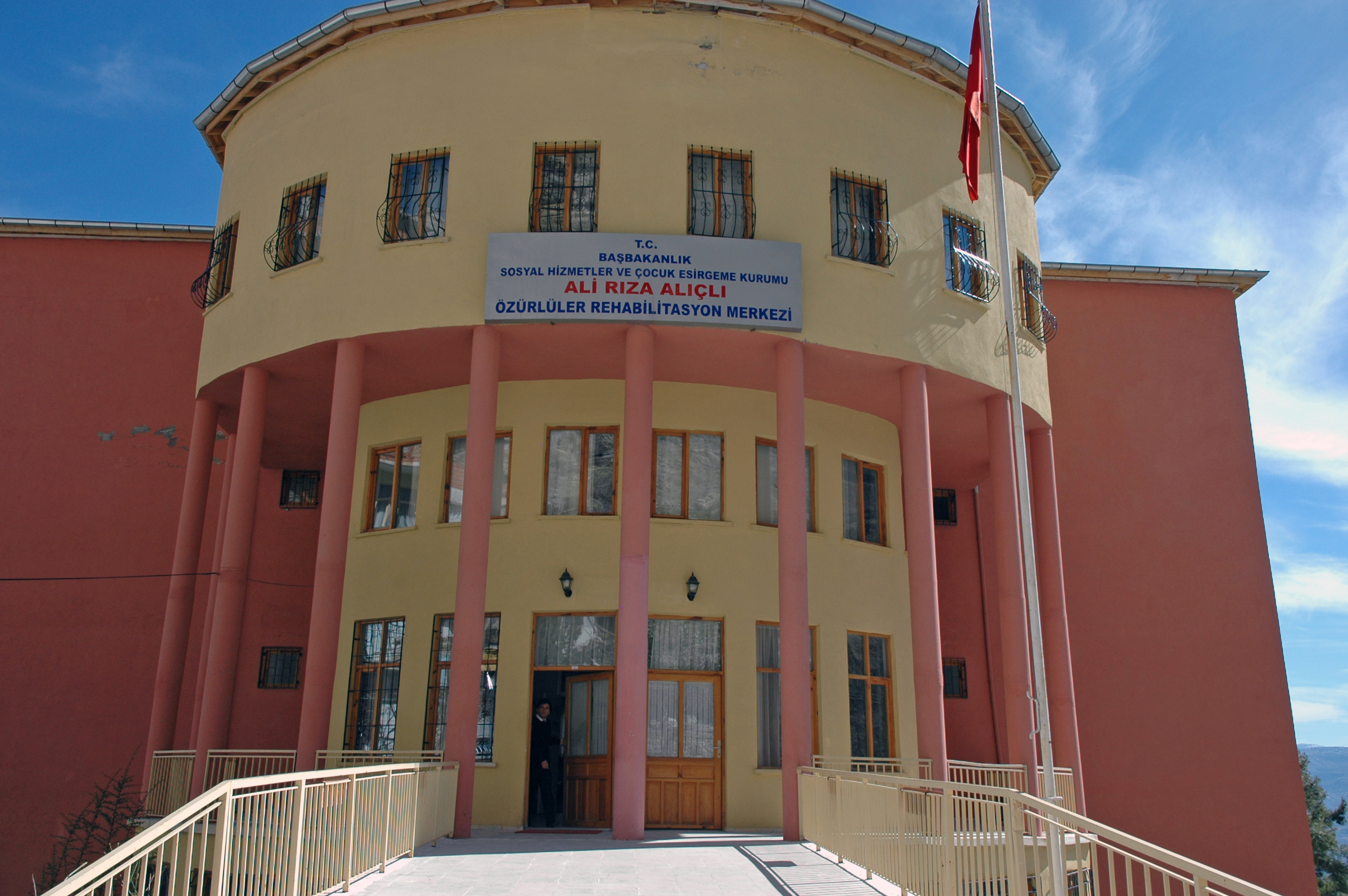
إطلالة على مدينة أرمنيك
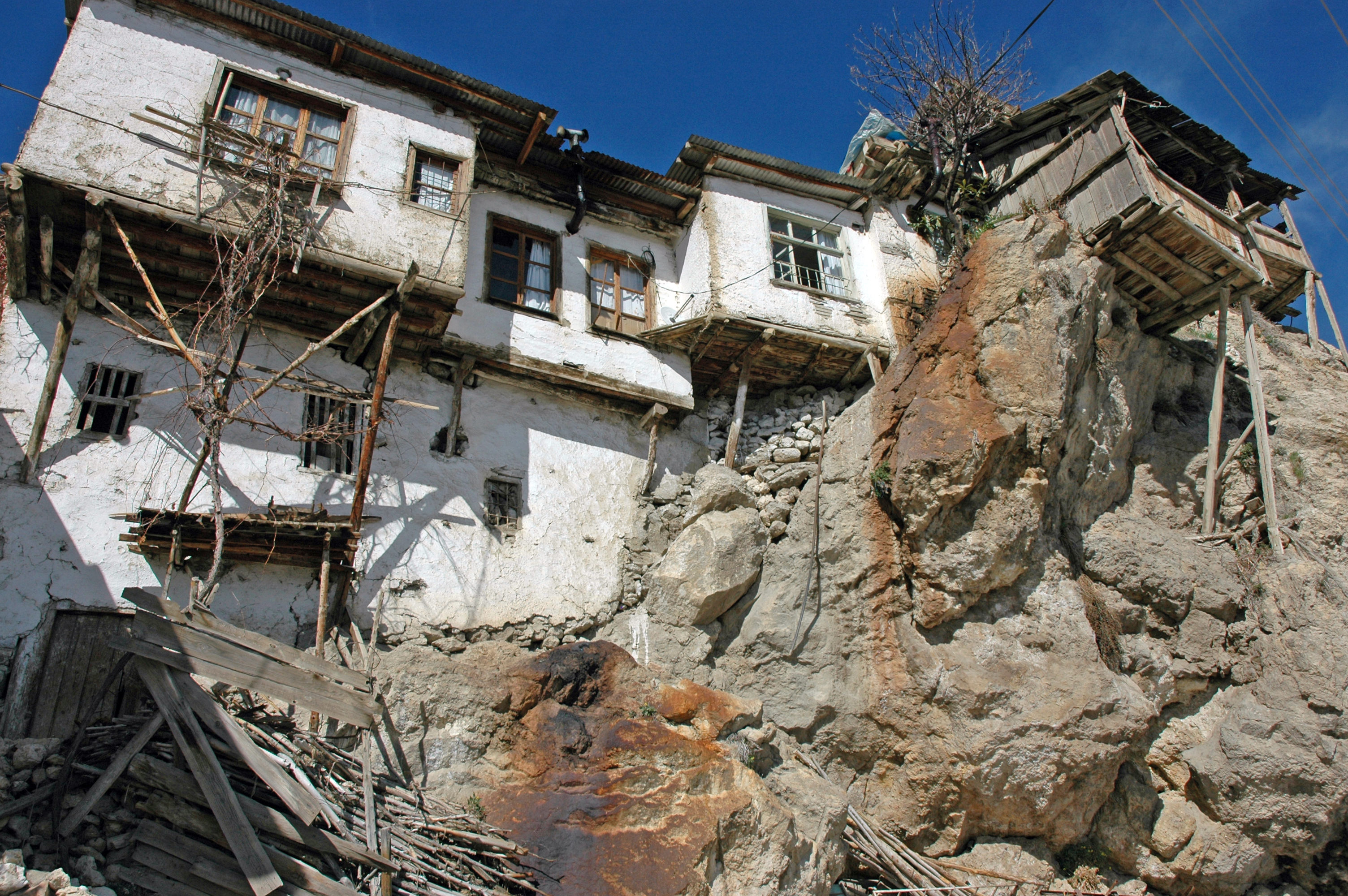
إطلالة على مدينة أرمنيك
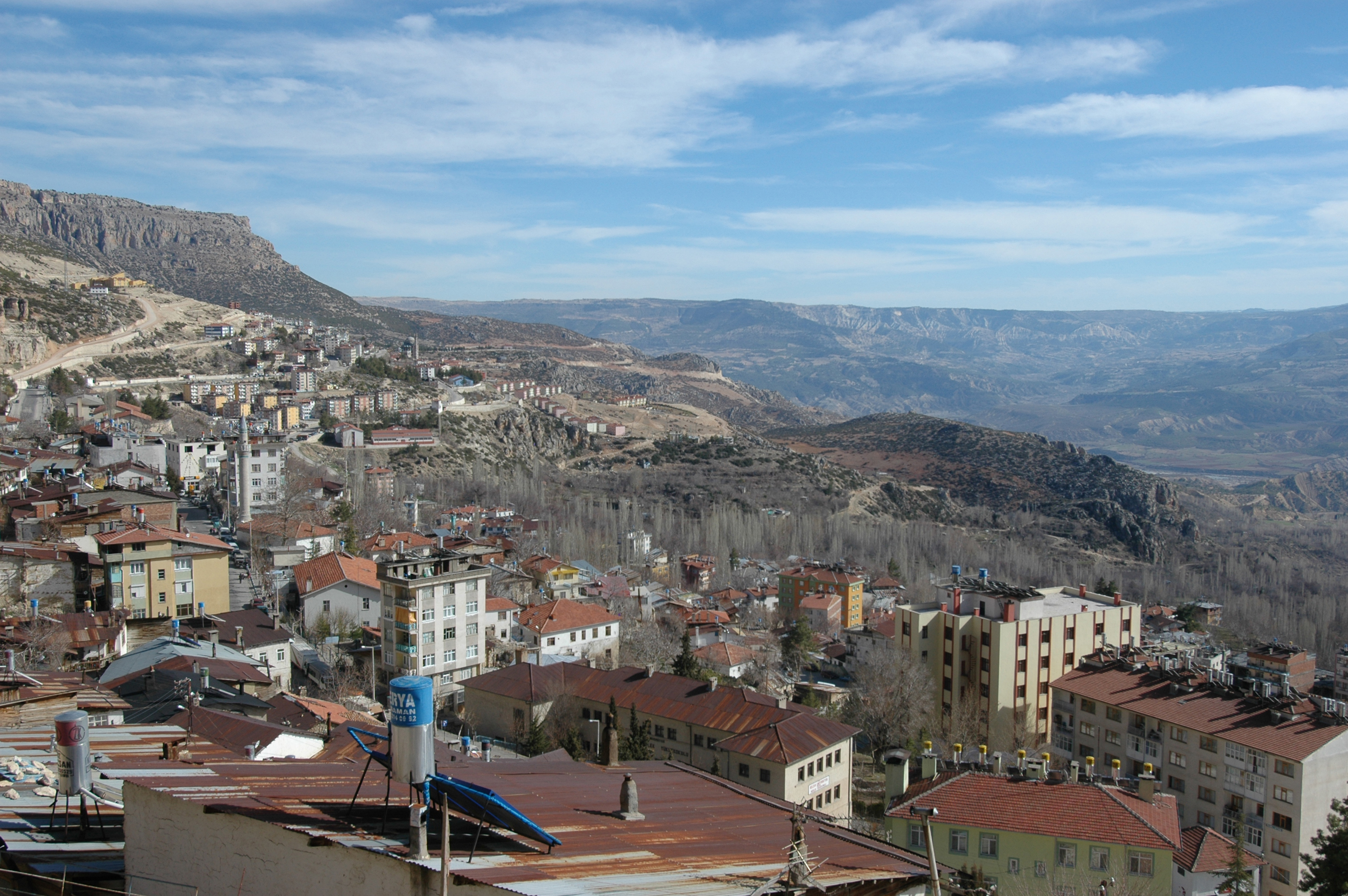
إطلالة على مدينة أرمنيك
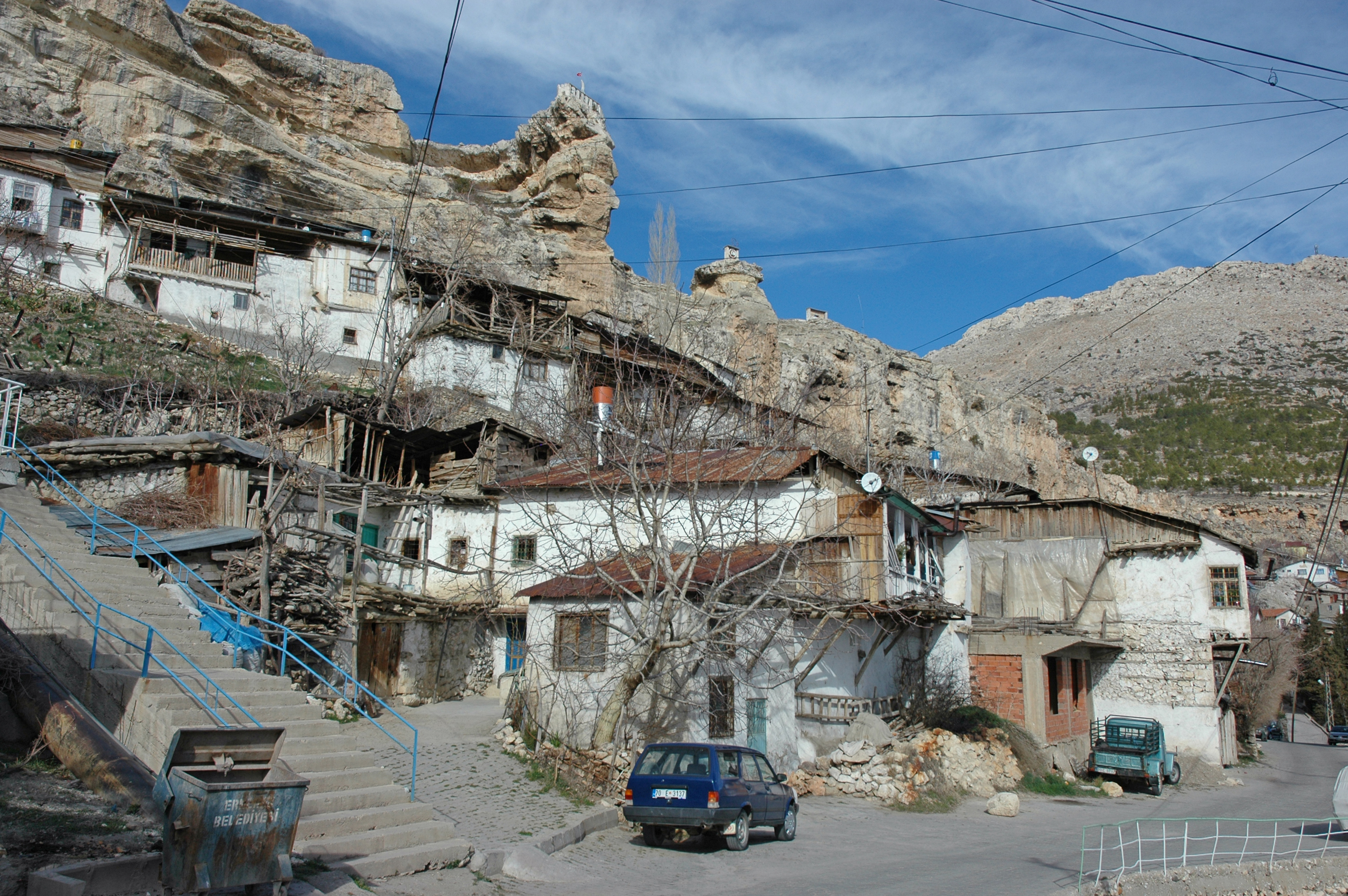
إطلالة على مدينة أرمنيك
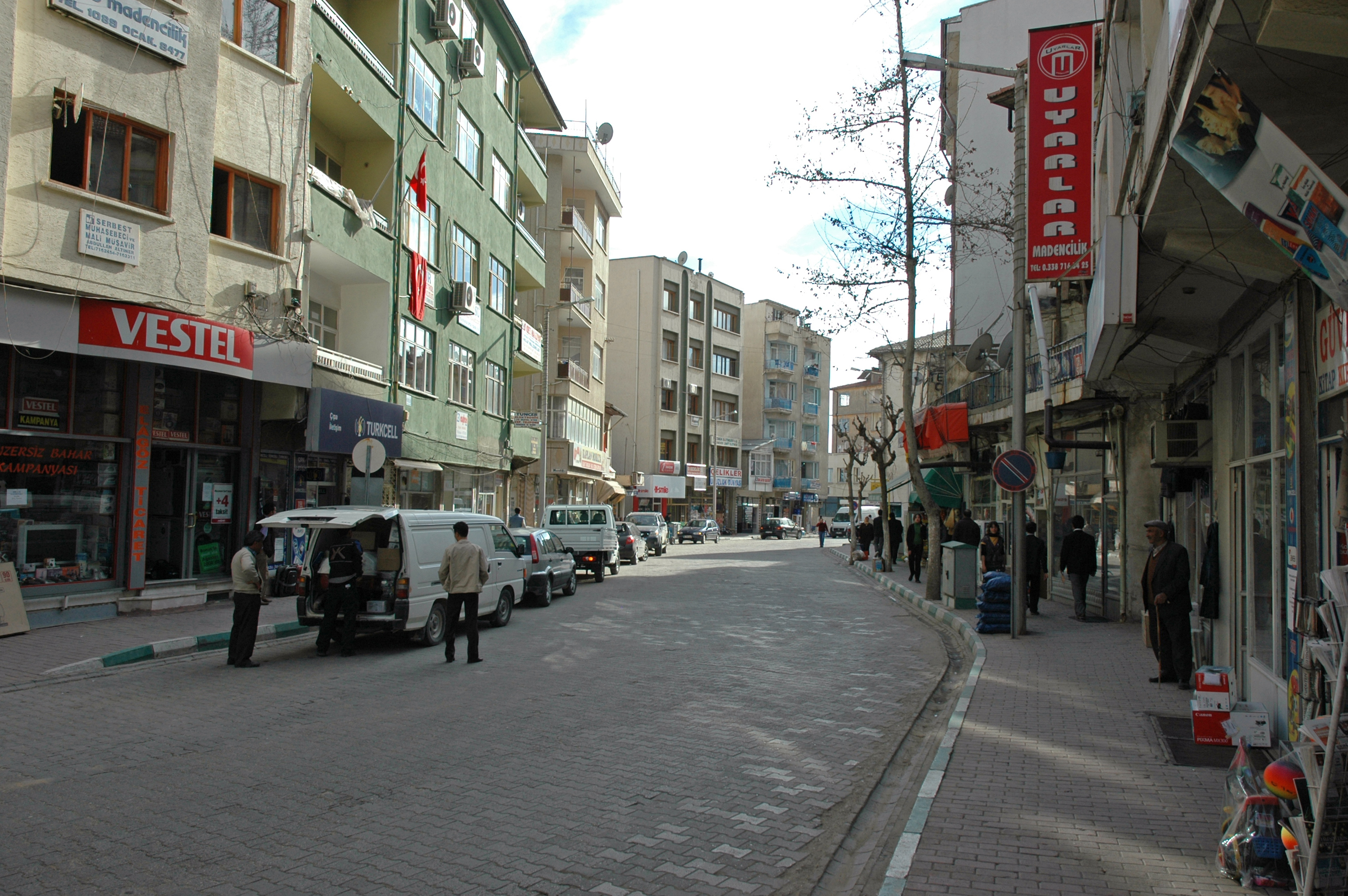
إطلالة على مدينة أرمنيك
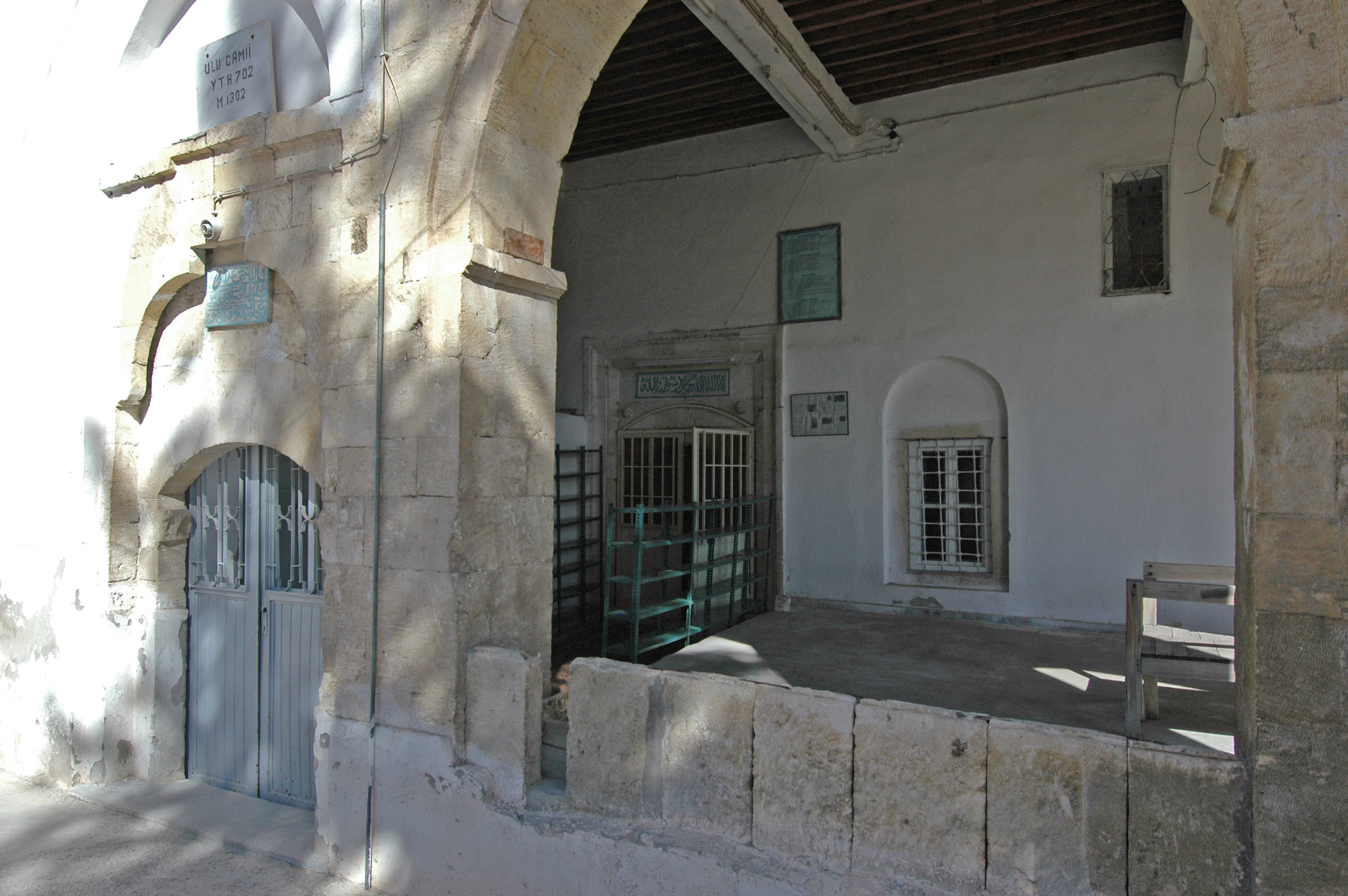
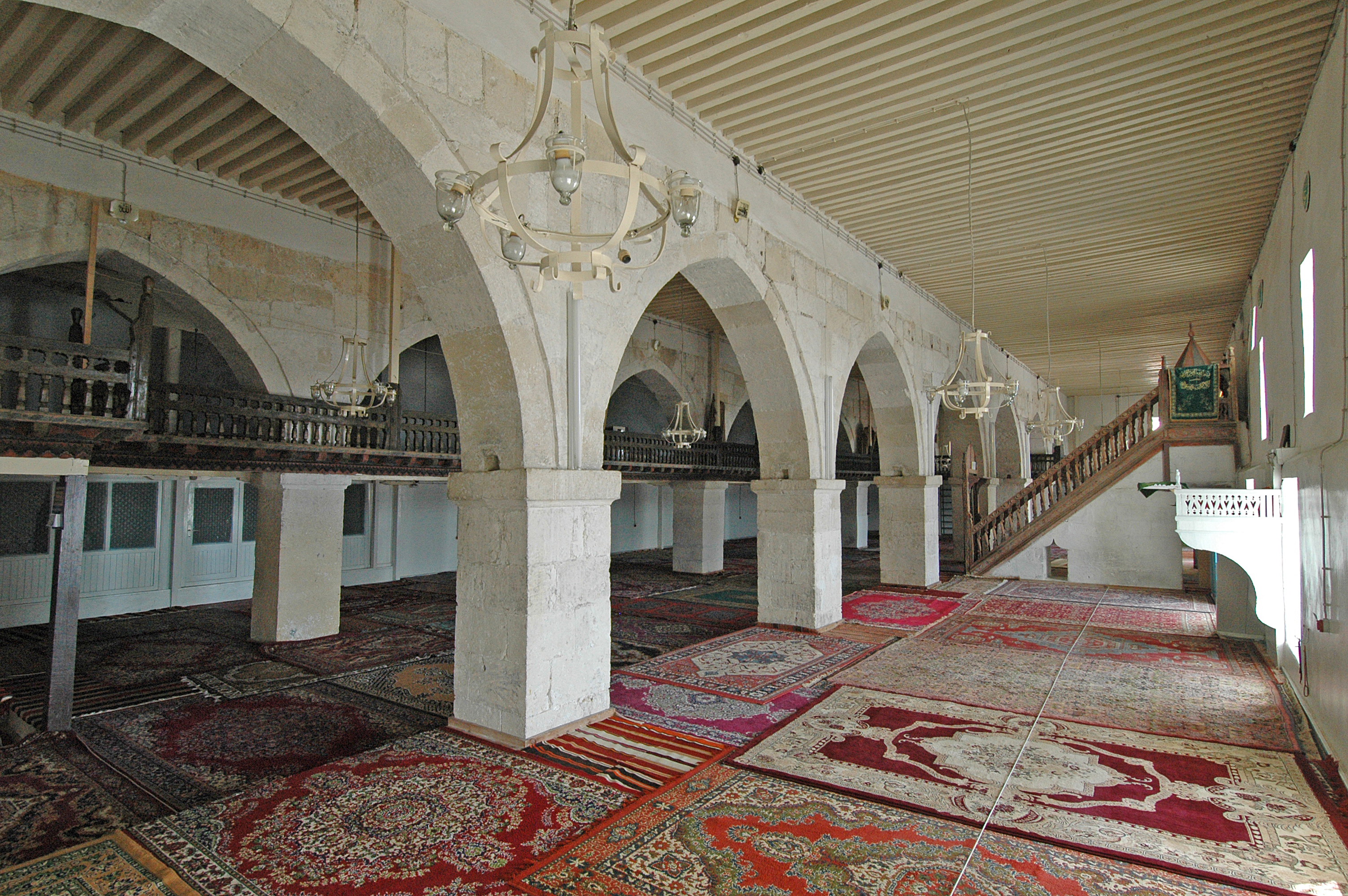
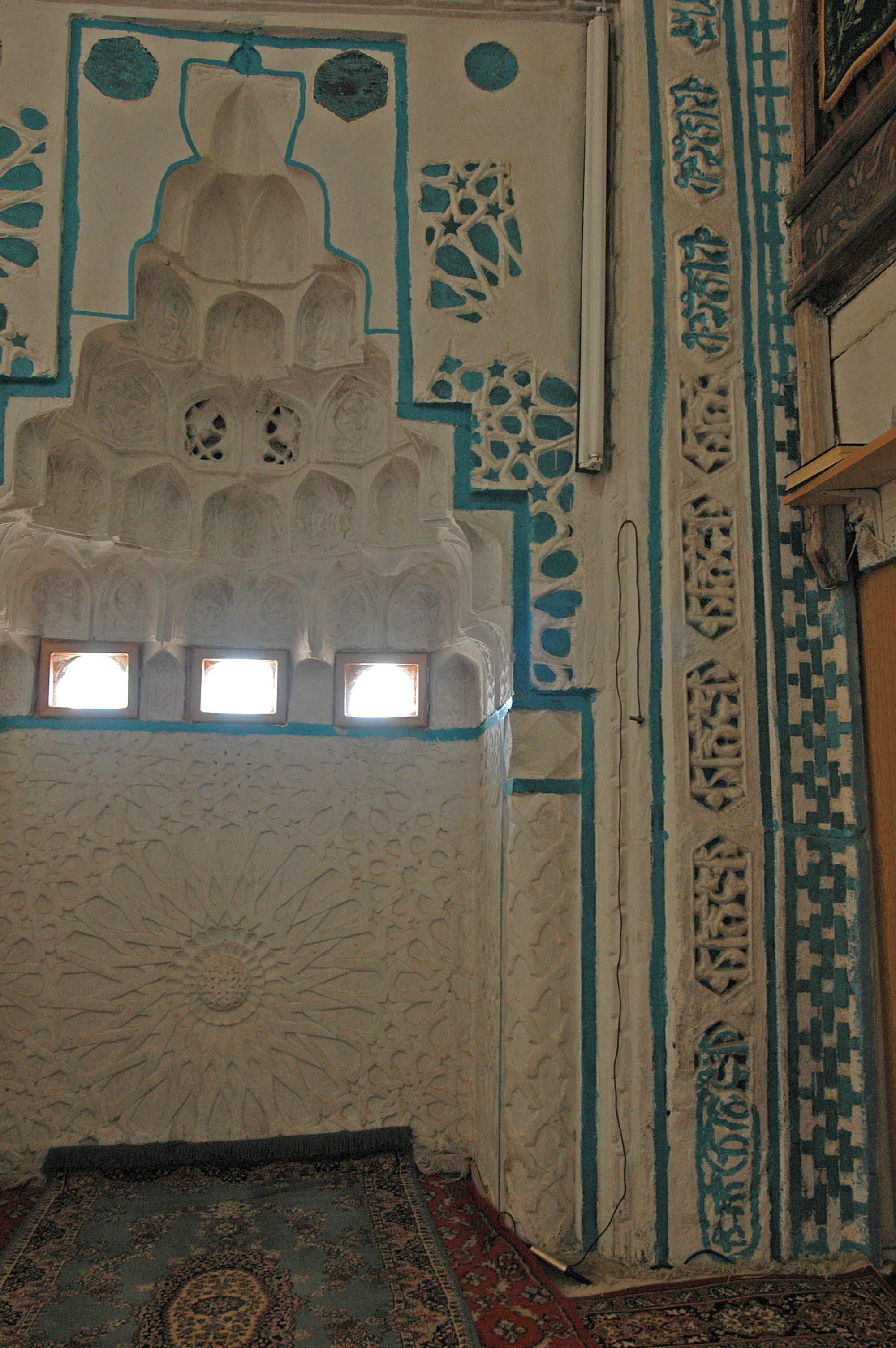
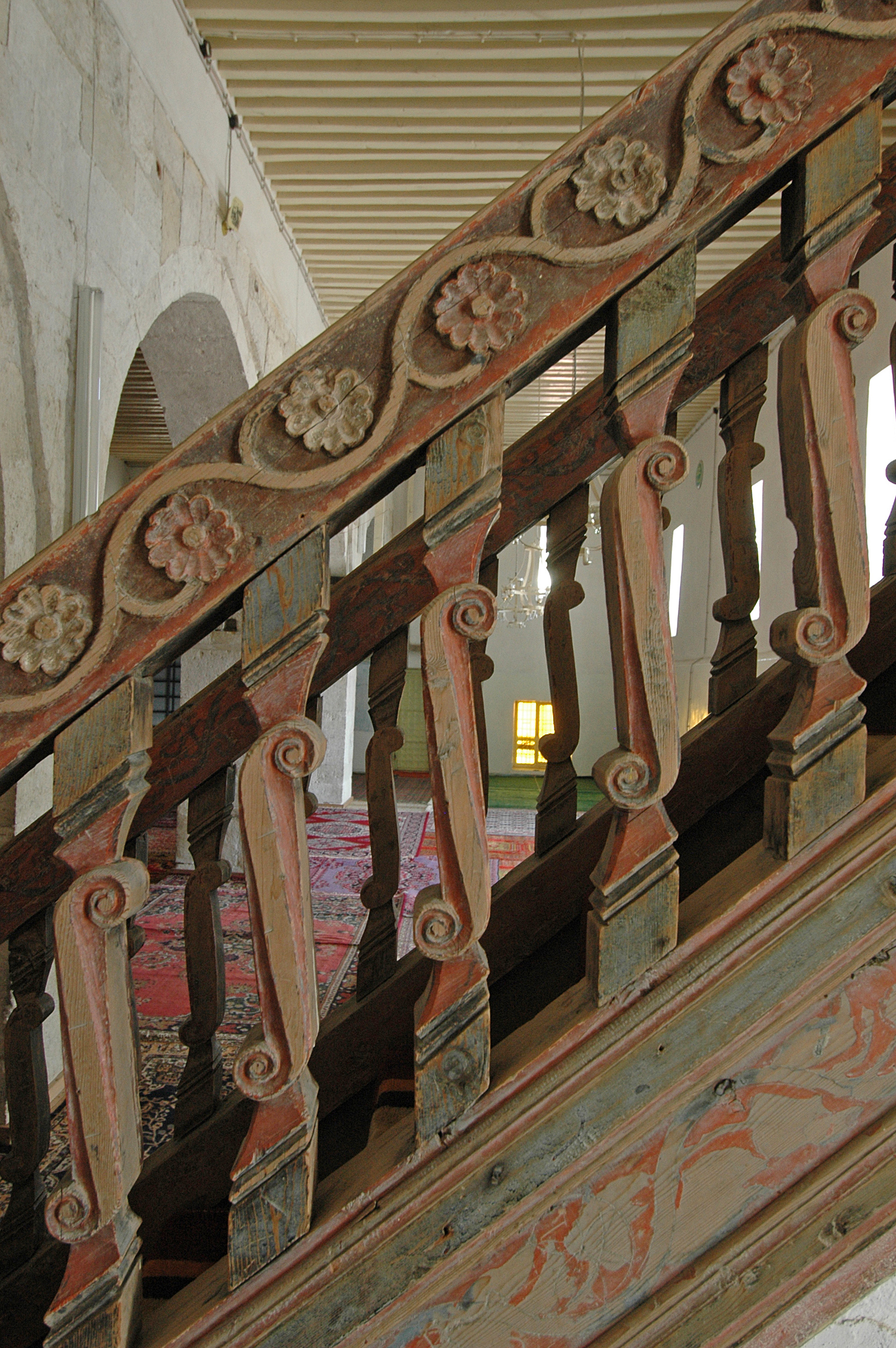
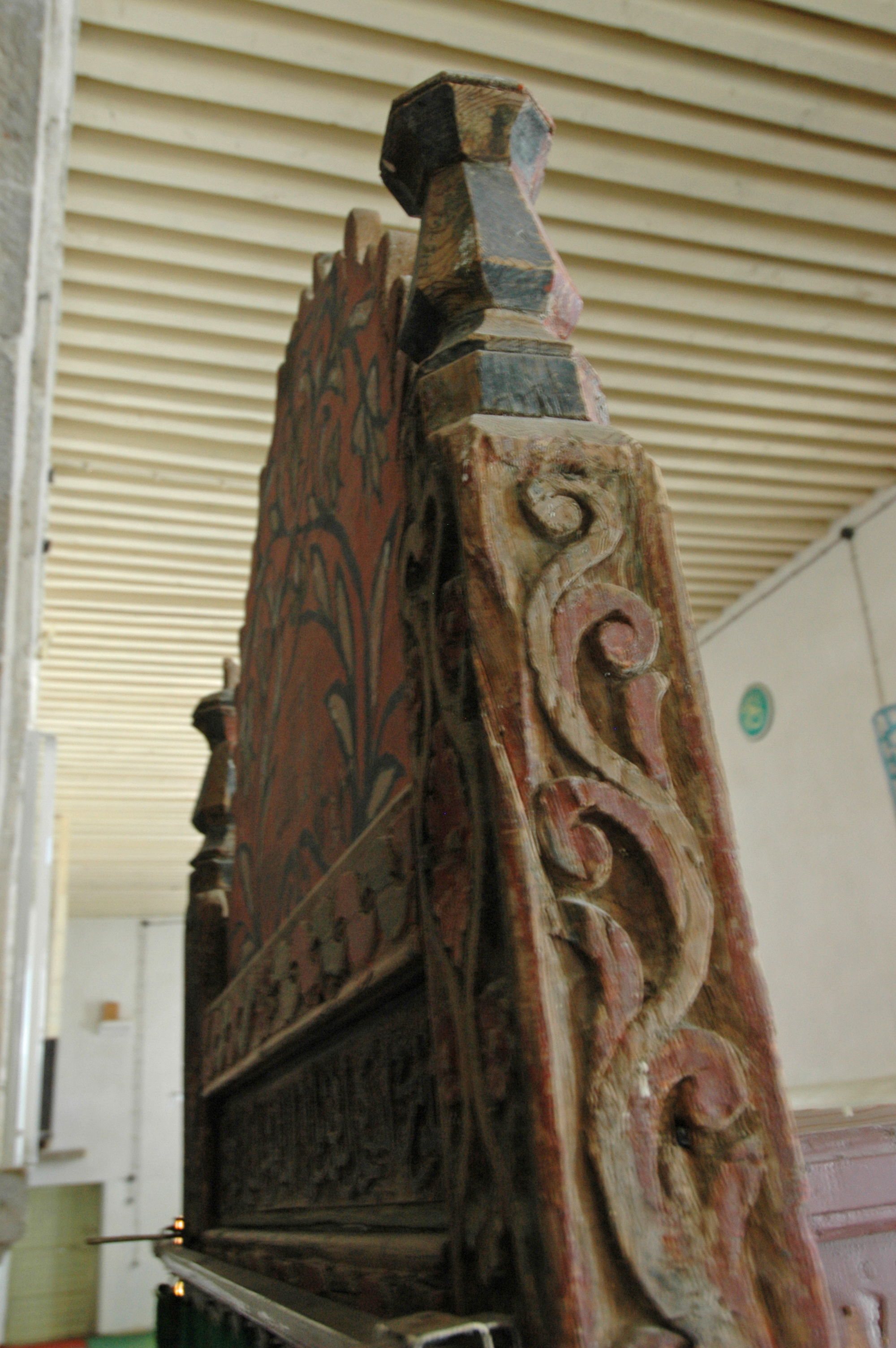
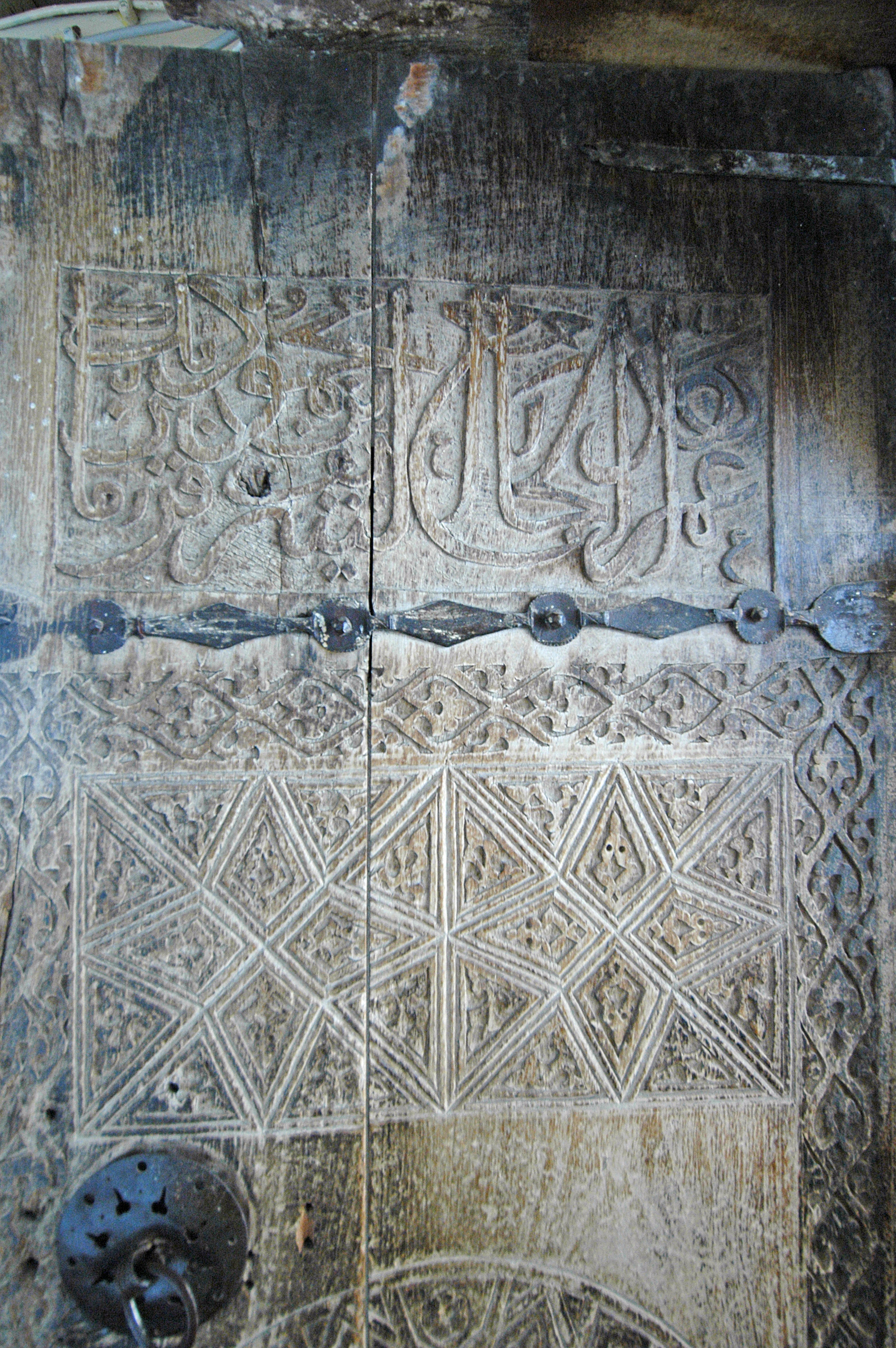
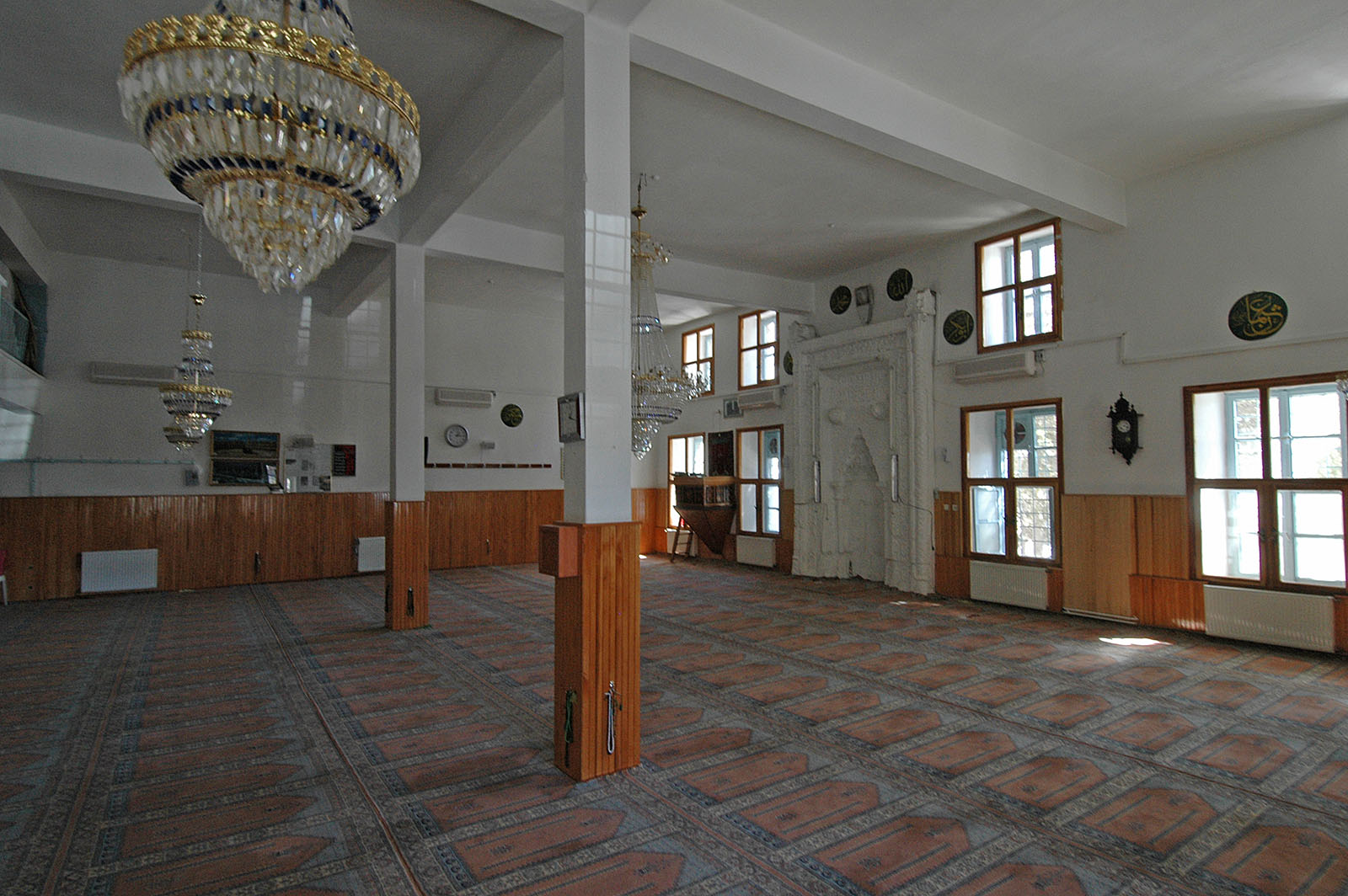
مسجد إرمينك
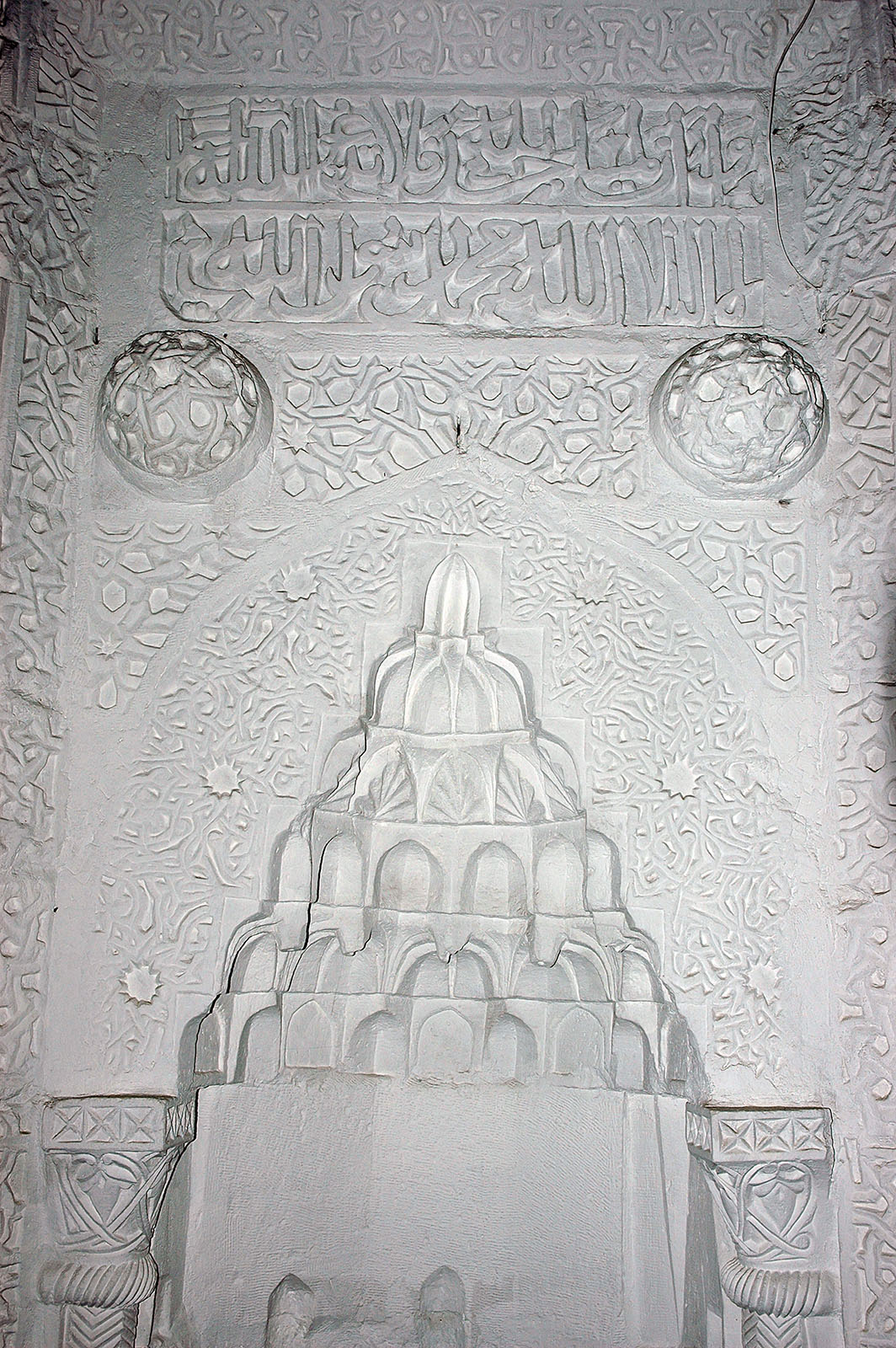
مسجد إرمينك